# 71/71
『71/71』（ナナイチ ナナイチ）は、日本のミュージシャン尾崎豊の生前の活動を集大成した7枚組CD-BOX。
レコード会社の枠を越え、すべてのオリジナルアルバムが収められている。
15回目の命日である2007年4月25日にソニー・ミュージックレコーズよりリリースされた。

## 解説
- 尾崎が遺したオリジナルアルバム全6作品をBOXにした完全限定生産品。ソニーからのリリース作品ではない『街路樹』も、ワーナーミュージック・ジャパンの協力により2曲のアルバム未収録曲を追加した『街路樹+2』として収められている。三方背BOXにCDケース7枚と付録本「TEENBEAT BOOK SPECIAL」をセット。さらに店頭予約特典として未発表写真を使用したポスターが付けられた。
- BOXタイトルは、尾崎の公式発表曲、全71曲を全て収録という意味[1]。
- 「TEENBEAT BOOK SPECIAL」に寄せた須藤晃の序文によると2004年に発表したベストアルバム『13/71 - THE BEST SELECTION』を企画した時点で既に構想があり、タイトルも決定していたという。

## 収録アルバム

### 十七歳の地図 (SEVENTEEN'S MAP)
1983年12月1日リリース。詳細は十七歳の地図の項を参照。

### 回帰線 (TROPIC OF GRADUATION)
1985年3月21日リリース。詳細は回帰線の項を参照。

### 壊れた扉から (THROUGH THE BROKEN DOOR)
1985年11月28日リリース。詳細は壊れた扉からの項を参照。

### 街路樹+2 (GAIROJU+2)
1988年9月1日リリース。「街角の風の中」と「太陽の破片」を追加収録。詳細は街路樹の項を参照。

### 誕生 (BIRTH)
1990年11月15日リリース。詳細は誕生の項を参照。

### 放熱への証 (CONFESSION FOR EXIST)
1992年5月10日リリース。詳細は放熱への証の項を参照。